# Monte Nuvolone
Monte Nuvolone är en kulle i Italien.   Toppen på Monte Nuvolone är 1 094 meter över havet, eller 156 meter över den omgivande terrängen. Bredden vid basen är 0,86 km.
Terrängen runt Monte Nuvolone är huvudsakligen bergig, men söderut är den kuperad. Runt Monte Nuvolone är det ganska tätbefolkat, med 144 invånare per kvadratkilometer..
Klimatet i området är tempererat. Årsmedeltemperaturen i trakten är 10 °C. Den varmaste månaden är augusti, då medeltemperaturen är 20 °C, och den kallaste är januari, med 0 °C. Genomsnittlig årsnederbörd är 1 714 millimeter. Den regnigaste månaden är november, med i genomsnitt 281 mm nederbörd, och den torraste är september, med 87 mm nederbörd.